# Cheirochelifer heterometrus
Espèce
Synonymes
- Chelifer heterometrus L. Koch, 1873

Cheirochelifer heterometrus est une espèce de pseudoscorpions de la famille des Cheliferidae.

## Distribution
Cette espèce se rencontre en France, en Italie, en Grèce et en Turquie.

## Publication originale
- L. Koch, 1873 : Uebersichtliche Dartstellung der Europäischen Chernetiden (Pseudoscorpione). Bauer und Raspe: Nürnberg (texte intégral).